# Воровиці (Мазовецьке воєводство)
Воровиці (пол. Worowice) — село в Польщі, у гміні Бульково Плоцького повіту Мазовецького воєводства.
Населення — 257 осіб (2011).
У 1975-1998 роках село належало до Плоцького воєводства.

## Демографія
Демографічна структура станом на 31 березня 2011 року:
|          | Загалом | Допрацездатний вік | Працездатний вік | Постпрацездатний вік |
| -------- | ------- | ------------------ | ---------------- | -------------------- |
| Чоловіки | 129     | 30                 | 82               | 17                   |
| Жінки    | 128     | 26                 | 60               | 42                   |
| Разом    | 257     | 56                 | 142              | 59                   |